# Bank voor Handel en Scheepvaart

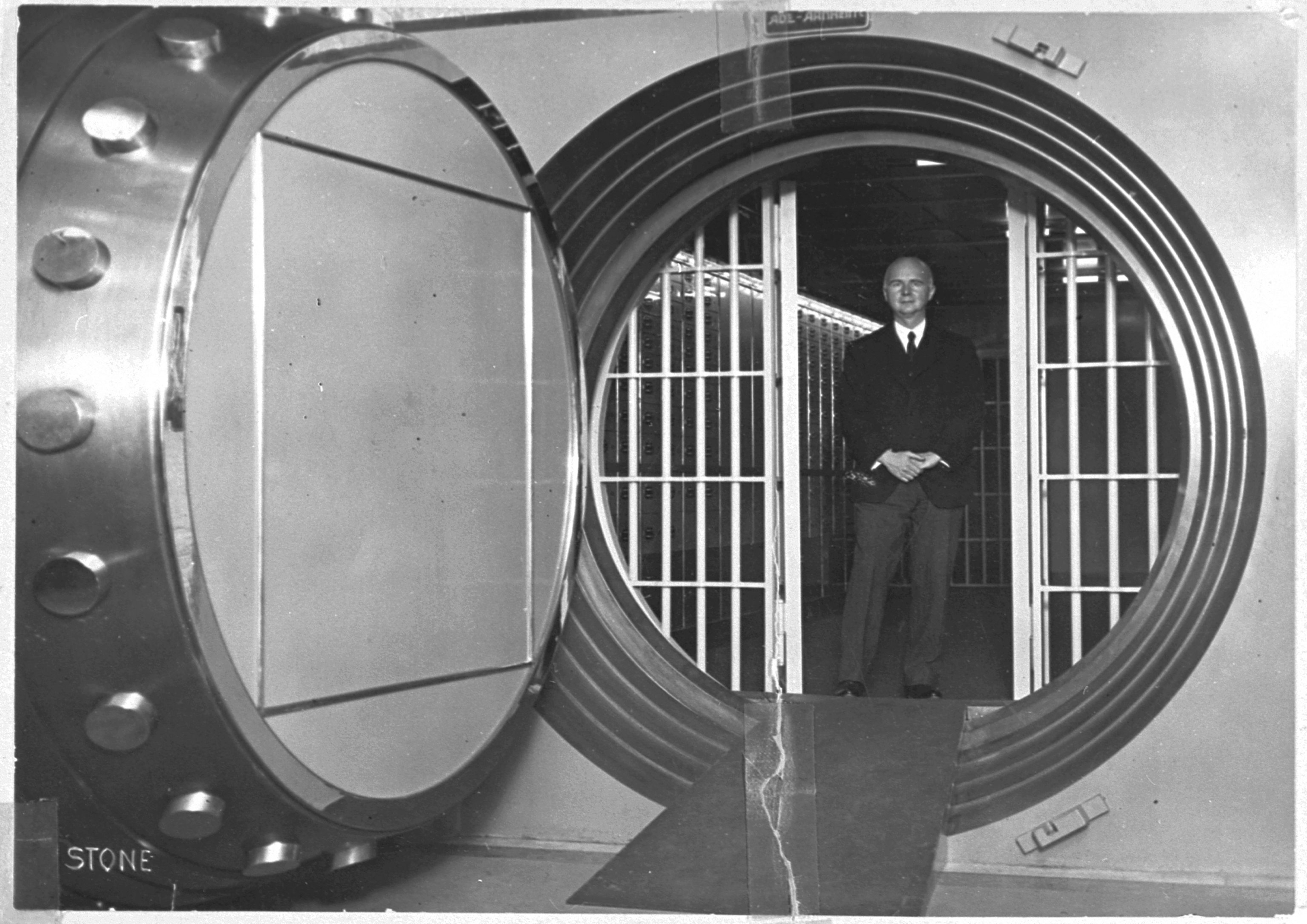
Eduard von der Heydt in de kluis van Von der Heydt's Bank AG, Berlijn, 1928

De Bank voor Handel en Scheepvaart N.V. (Bank für Handel und Schiff, Von der Heydt's Bank, de vroege naam) aan de Zuidblaak 18 in Rotterdam van baron Heinrich Thyssen was een Nederlandse bank die financiële diensten verzorgde voor het Huis Oranje-Nassau en de Duitse industrieel en financier van Adolf Hitler, Fritz Thyssen. De bank was een dochteronderneming van August Thyssen Bank. Het was Thyssens persoonlijke bank, betrokken bij de financiële belangen van W.A. Harriman in New York. De bank controleerde de Union Banking Corporation (UBC) in New York.

## Von der Heydt
Bankier Von der Heydt wordt in Jean Gustave Schoups 'Hitler's Secret Backers' (1933, Sidney Warburgs De geldbronnen van het nationaal-socialisme, Drie gesprekken met Hitler) genoemd als intermediair tussen de Guaranty Trust in New York en Hitler.

## August Thyssen
De bank was in 1916 of 1918 door August Thyssen gesticht, met H.J. Kouwenhoven en D.C. Schutte als managing partners. Een van de dochterondernemingen was de Amerikaanse bank Union Banking Corporation (UBC), waar Prescott Bush, de vader en grootvader van twee presidenten van Amerika, bij betrokken was.

## Bedragen
In 1930-31 verzorgde Thyssen een credit van 250.000 mark op de Bank voor Handel en Scheepvaart als fonds voor de nazipartij. Na de crash van 1931, die de Duitse industrie aan de rand van bankroet bracht, omarmde Thyssen openlijk het nationaalsocialisme. Thyssen spendeerde in 1932 3.000.000 mark aan de nazi's.  

## Braunes Haus
De fondsen voor Hitlers Braunes Haus, het hoofdkwartier van de nazipartij, liepen via de Bank voor Handel en Scheepvaart en UBC. Thyssen voerde ook fondsen bedoeld voor Zuid-Amerika via de Bank voor Handel en Scheepvaart en dan via UBC. 

## Operatie Juliana
In augustus 1946 werd de clandestiene 'Operatie Juliana' georganiseerd om opnieuw in het bezit te komen van de Oranje-Nassau 'aandelenportfolio' die naar Berlijn was overgebracht.

## Vereinigte Stahlwerke
Vóór de Tweede Wereldoorlog gebruikte Thyssen de Bank voor Handel en Scheepvaart om ijzerimport van de Vereinigte Stahlwerke AG Duitsland binnen te voeren. 

## TBG AG
De bank werd later door erfgenaam Hans Heinrich Thyssen-Bornemisza omgezet in TBG AG.